# Manawatu
De Manawatu is een belangrijke rivier in het zuidelijke deel van het Noordereiland van Nieuw-Zeeland.
De Manawatu ontspringt ten noordwesten van Norsewood in de Ruahine Ranges. Daarna stroomt de rivier eerst oostwaarts om vervolgens af te buigen naar het zuidwesten nabij Ormondville. Vervolgens voert de rivier naar het noordwesten nabij Woodville. Daar stroom de rivier door de Manawatu Kloof. Na deze kloof stroom de rivier in zuidwestelijke richting door de stad Palmerston North alvorens uit te monden in de Tasmanzee bij Foxton Beach.
Samen met de noordelijker gelegen Whanganui geeft de Manawatu de regio Manawatu-Wanganui zijn naam. De naam van de rivier stamt van de Māori woorden manawa (hart, geest) en tū (stilstaan, terneergeslagen): het hart dat stilstaat met angst of terneergeslagen. 